# Дентон
Дентон (англ. Denton) — місто (англ. city) в США, адміністративний центр округу Дентон на півночі штату Техас, північно-західне передмістя Далласа. Дентон розташований за 64 км від центру Далласа й за 64 км від кордону штату Оклахома. Населення — 139 869 осіб (2020).
У Дентоні Університет Північного Техасу (36 тисяч студентів) й Техаський жіночий університет (9 тисяч студентів). Дентон називають студентським містом. Найбільшими роботодавцями є університети.

## Географія
Дентон розташований за координатами 33°12′55″ пн. ш. 97°8′30″ зх. д. / 33.21528° пн. ш. 97.14167° зх. д. (33.215139, -97.141687).  За даними Бюро перепису населення США в 2010 році місто мало площу 231,33 км², з яких 227,79 км² — суходіл та 3,53 км² — водойми. В 2017 році площа становила 252,79 км², з яких 248,27 км² — суходіл та 4,52 км² — водойми.

### Клімат
| Клімат : Дентон                                               | Клімат : Дентон | Клімат : Дентон | Клімат : Дентон | Клімат : Дентон | Клімат : Дентон | Клімат : Дентон | Клімат : Дентон | Клімат : Дентон | Клімат : Дентон | Клімат : Дентон | Клімат : Дентон | Клімат : Дентон | Клімат : Дентон |
| Показник                                                      | Січ.            | Лют.            | Бер.            | Квіт.           | Трав.           | Черв.           | Лип.            | Серп.           | Вер.            | Жовт.           | Лист.           | Груд.           | Рік             |
| Абсолютний максимум, °C                                       | 32,2            | 35,6            | 37,2            | 38,9            | 43,9            | 42,2            | 45,0            | 45,0            | 43,9            | 39,4            | 32,2            | 31,7            | 45,0            |
| Середній максимум, °C                                         | 13,2            | 15,3            | 19,9            | 24,2            | 28,2            | 32,3            | 34,9            | 35,2            | 30,8            | 25,1            | 18,9            | 13,5            | 24,3            |
| Середній мінімум, °C                                          | 1,4             | 3,3             | 7,4             | 11,8            | 16,9            | 21,1            | 23,2            | 22,9            | 18,7            | 12,8            | 7,1             | 2,2             | 12,5            |
| Абсолютний мінімум, °C                                        | −19,4           | −18,9           | −15             | −5              | 1,7             | 8,3             | 10,6            | 11,1            | 2,2             | −8,9            | −12,2           | −17,8           | −19,4           |
| Норма опадів, мм                                              | 53              | 72              | 83              | 83              | 135             | 91              | 61              | 54              | 78              | 124             | 75              | 62              | 971             |
| Днів з опадами                                                | 7               | 7               | 7               | 6               | 9               | 7               | 5               | 5               | 5               | 8               | 7               | 7               | 80,0            |
| Днів зі снігом                                                | 0,2             | 0,1             | 0,1             | 0,0             | 0,0             | 0,0             | 0,0             | 0,0             | 0,0             | 0,0             | 0,0             | 0,1             | 0,5             |
| ------------------------------------------------------------- | --------------- | --------------- | --------------- | --------------- | --------------- | --------------- | --------------- | --------------- | --------------- | --------------- | --------------- | --------------- | --------------- |
| Джерело: NWS Nowdata for Denton 2 SE (Dallas/Fort Worth Area) |                 |                 |                 |                 |                 |                 |                 |                 |                 |                 |                 |                 |                 |

## Демографія

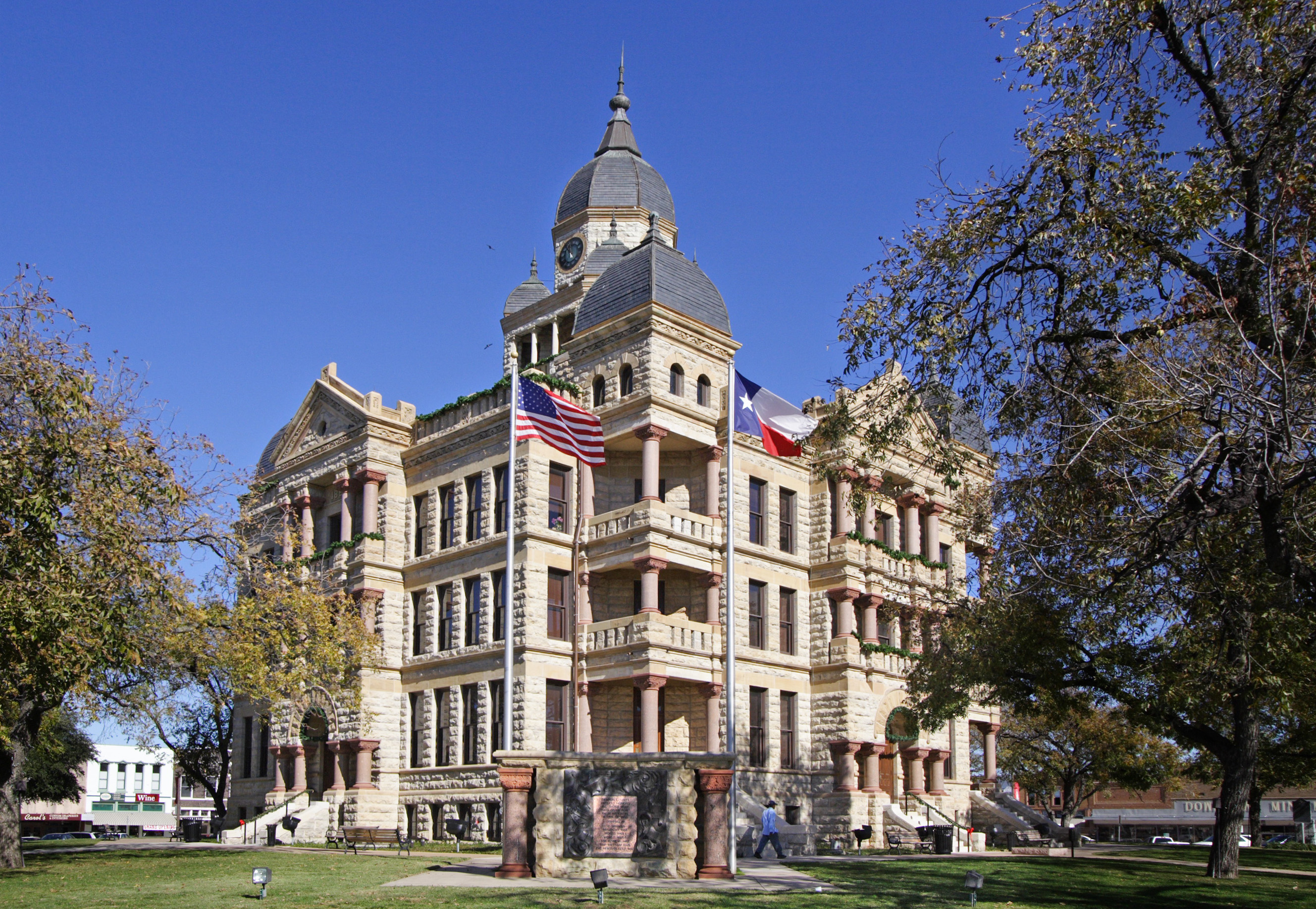
Колишній будинок окружного суду

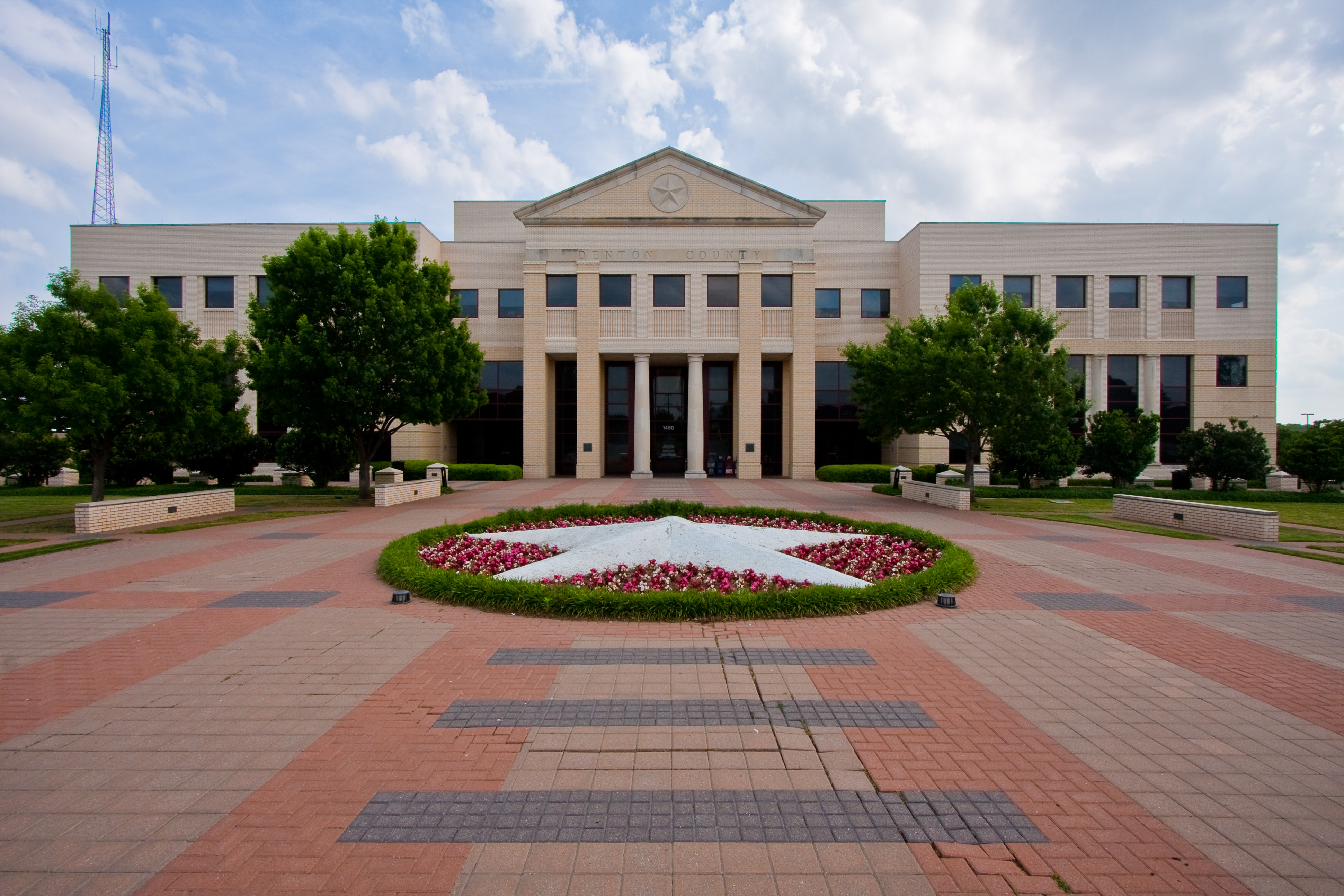
Сучасний будинок окружного суду

Згідно з переписом 2010 року, у місті мешкали 113 383 особи в 42 635 домогосподарствах у складі 22 958 родин. Густота населення становила 490 осіб/км².  Було 46211 помешкання (200/км²).
Расовий склад населення:
| - 73,8 % — білих - 10,3 % — чорних або афроамериканців - 4,1 % — азіатів - 0,8 % — корінних американців - 0,1 % — вихідців з тихоокеанських островів - 7,6 % — осіб інших рас |

До двох чи більше рас належало 3,2 %. Частка іспаномовних становила 21,2 % від усіх жителів.
За віковим діапазоном населення розподілялося таким чином: 20,5 % — особи молодші 18 років, 70,6 % — особи у віці 18—64 років, 8,9 % — особи у віці 65 років та старші. Медіана віку мешканця становила 27,1 року. На 100 осіб жіночої статі у місті припадало 95,4 чоловіків;  на 100 жінок у віці від 18 років та старших — 92,9 чоловіків також старших 18 років.
Середній дохід на одне домашнє господарство  становив 65 455 доларів США (медіана — 49 100), а середній дохід на одну сім'ю — 84 141 долар (медіана — 67 851). Медіана доходів становила 41 948 доларів для чоловіків та 36 350 доларів для жінок. За межею бідності перебувало 20,6 % осіб, у тому числі 20,1 % дітей у віці до 18 років та 6,8 % осіб у віці 65 років та старших.
Цивільне працевлаштоване населення становило 63 663 особи. Основні галузі зайнятості: освіта, охорона здоров'я та соціальна допомога — 29,6 %, роздрібна торгівля — 13,0 %, мистецтво, розваги та відпочинок — 12,6 %.

## Відомі люди
- Енн Шерідан (1915—1967) — американська актриса і співачка.